# Форествілл (Нью-Йорк)
Форествілл (англ. Forestville) — переписна місцевість (CDP) в США, в окрузі Чотоква штату Нью-Йорк. Населення — 704 особи (2020).

## Географія
Форествілл розташований за координатами 42°28′6″ пн. ш. 79°10′32″ зх. д. / 42.46833° пн. ш. 79.17556° зх. д. (42.468463, -79.175544). За даними Бюро перепису населення США в 2010 році переписна місцевість мала площу 2,54 км², уся площа — суходіл. В 2017 році площа становила 2,73 км², уся площа — суходіл.

## Демографія
Згідно з переписом 2010 року, у селищі мешкало 697 осіб у 279 домогосподарствах у складі 191 родини. Густота населення становила 275 осіб/км². Було 315 помешкань (124/км²).
Расовий склад населення:
| - 96,3 % — білих - 1,0 % — корінних американців - 0,7 % — чорних або афроамериканців - 0,4 % — азіатів |

До двох чи більше рас належало 1,6 %. Частка іспаномовних становила 1,7 % від усіх жителів.
За віковим діапазоном населення розподілялося таким чином: 26,1 % — особи молодші 18 років, 59,4 % — особи у віці 18—64 років, 14,5 % — особи у віці 65 років та старші. Медіана віку мешканця становила 39,4 року. На 100 осіб жіночої статі у селищі припадало 112,5 чоловіків; на 100 жінок у віці від 18 років та старших — 108,5 чоловіків також старших 18 років.
Середній дохід на одне домашнє господарство становив 52 435 доларів США (медіана — 45 000), а середній дохід на одну сім'ю — 56 949 доларів (медіана — 49 091). Медіана доходів становила 38 906 доларів для чоловіків та 41 750 доларів для жінок. За межею бідності перебувало 19,7 % осіб, у тому числі 25,8 % дітей у віці до 18 років та 4,1 % осіб у віці 65 років та старших.
Цивільне працевлаштоване населення становило 264 особи. Основні галузі зайнятості: освіта, охорона здоров'я та соціальна допомога — 26,1 %, виробництво — 20,1 %, роздрібна торгівля — 12,5 %, публічна адміністрація — 12,1 %.

## Персоналії
- Джордж Еббот (1887—1995) — американський драматург, сценарист, продюсер та режисер.